# Torxé
Torxé is een gemeente in het Franse departement Charente-Maritime (regio Nouvelle-Aquitaine) en telt 229 inwoners (2005). De plaats maakt deel uit van het arrondissement Saint-Jean-d'Angély.

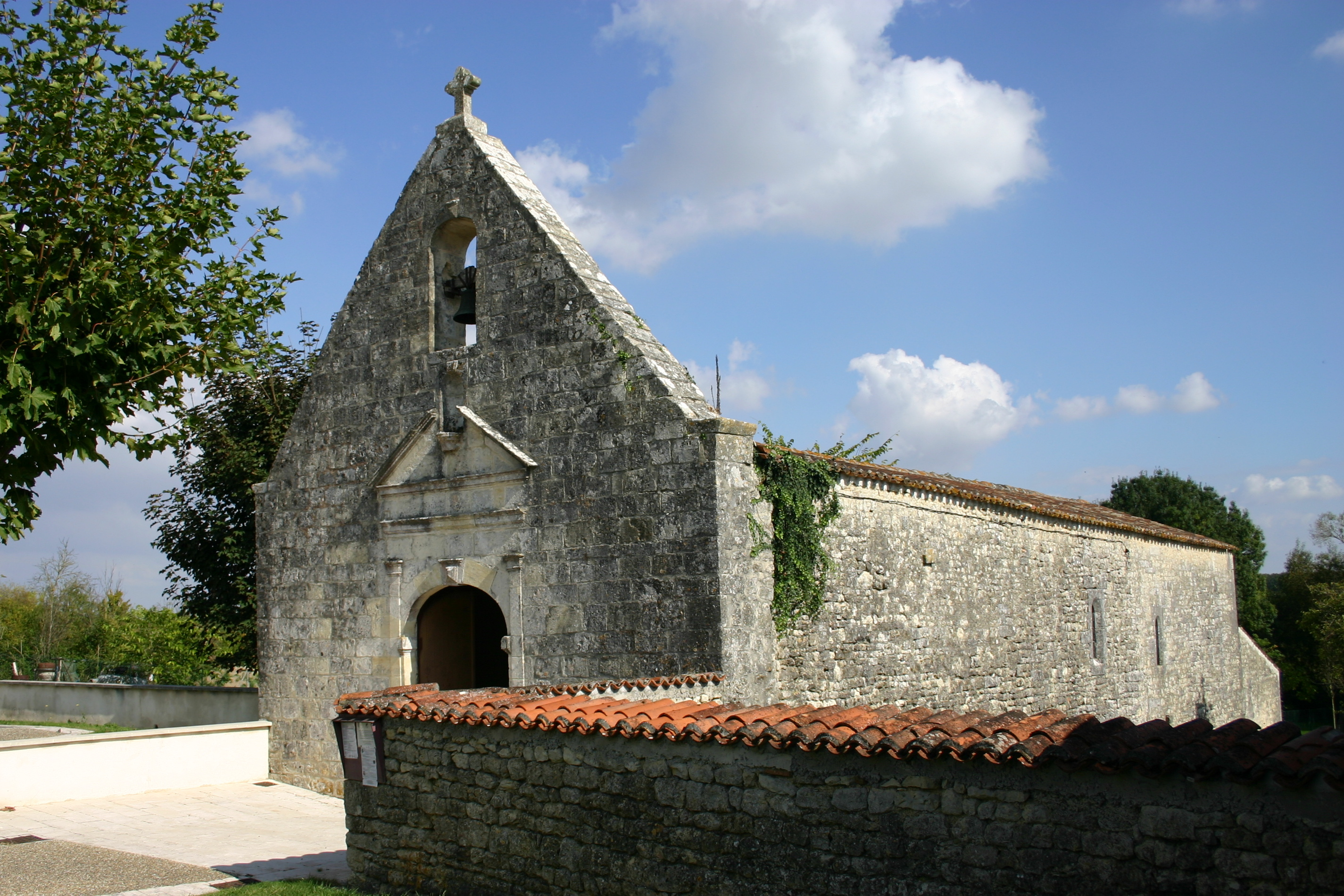
Kerk van Torxé
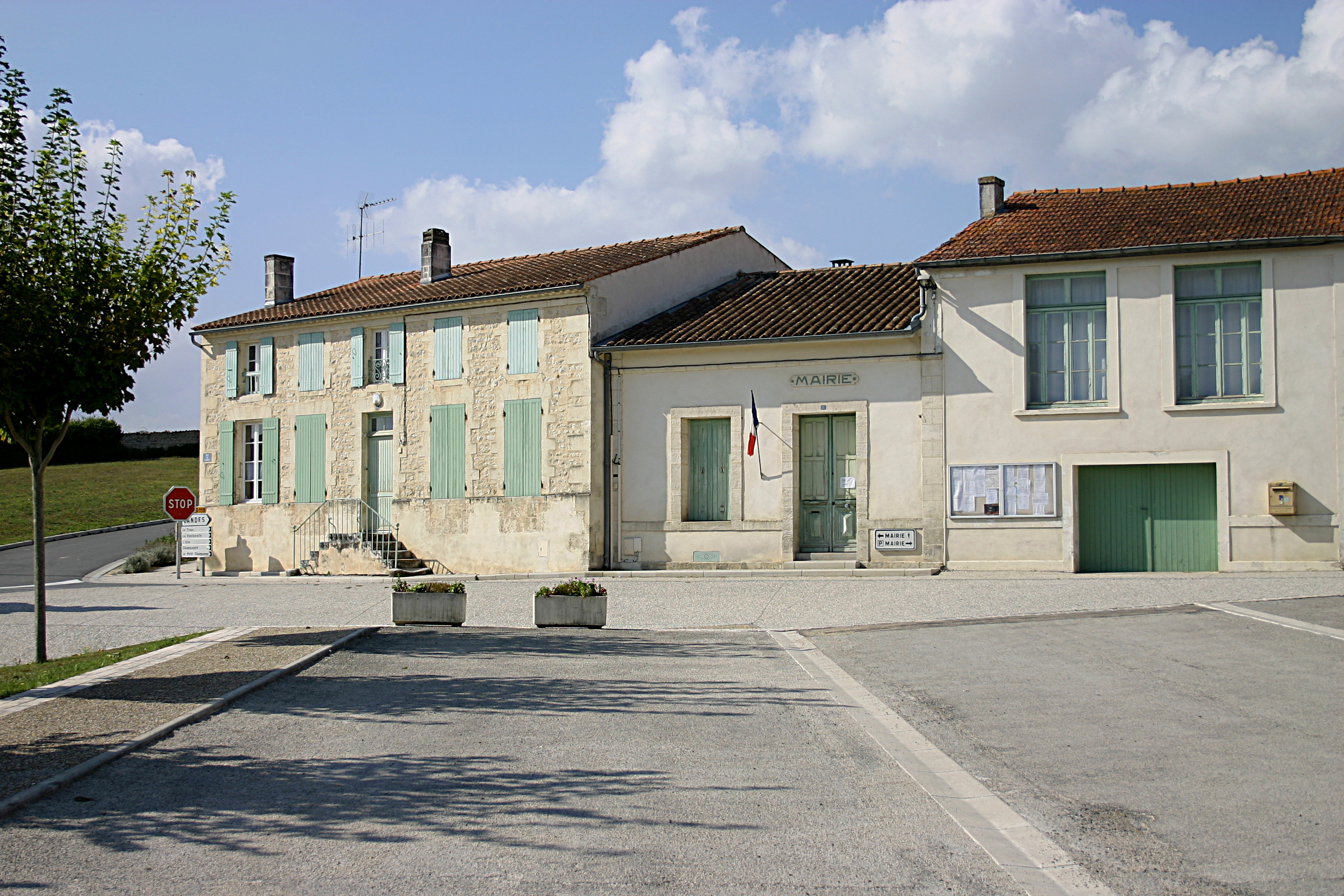
Gemeentehuis

## Geografie
De oppervlakte van Torxé bedraagt 11,2 km², de bevolkingsdichtheid is 20,4 inwoners per km².
De onderstaande kaart toont de ligging van Torxé met de belangrijkste infrastructuur en aangrenzende gemeenten.

## Demografie
Onderstaande figuur toont het verloop van het inwonertal (bron: INSEE-tellingen).